# Cerber
Cerber (stgr. Κέρβερος Kérberos, łac. Cerberus) – w mitologii greckiej olbrzymi trzygłowy pies strzegący wejścia do świata zmarłych.
Uważany był za syna Echidny i Tyfona oraz za brata Sfinksa, Hydry i Chimery oraz Ortrosa. Hezjod (Teogonia, 311) przedstawiał go jako bestię „o spiżowym głosie i pięćdziesięciu głowach”. Dopiero w późniejszych przekazach Cerber miał trzy, dwie, a nawet tylko jedną głowę. W niektórych wersjach mitu ma również węża zamiast ogona.
Przebywał w pobliżu Styksu, gdyż na niego natykały się dusze przewiezione po śmierci przez Charona; próbujące opuścić Hades, Cerber gryzł jadowitymi zębami. Nie wpuszczał też do Hadesu żywych, jednak Orfeusz udobruchał go śpiewem i grą na lirze. Sybilla prowadząc Eneasza uśpiła Cerbera ciastkiem z makiem i miodem (Wergiliusz, Eneida VI, 417-25). Według późniejszej tradycji potwór atakował również przychodzących do świata podziemi zmarłych, dlatego przy pochówku dodawano im placek na miodzie.
Ujarzmienie go i wyprowadzenie na ziemię było ostatnią z dwunastu prac Heraklesa. Cerber występuje w rzeźbie antycznej i malarstwie wazowym. W micie o 12 pracach Heraklesa przedstawiano go jako trzygłowego psa pokrytego wężową łuską.
Współcześnie w kulturze Cerber pojawia się w filmie animowanym Herkules wyprodukowany przez Walt Disney Pictures. Olbrzymi trójgłowy pies obecny jest także w pierwszej części Harry’ego Pottera. Podobnie jak w mitologii jest tam przedstawiany jako strażnik, lecz został nazwany nie Cerber, ale Puszek (ang. Fluffy). Występuje także w 5 cyklu serialu Dawno, dawno temu oraz w książkach z serii "Percy Jackson i bogowie olimpijscy" i filmie Percy Jackson i Bogowie Olimpijscy.